# Cratère d'impact
Pour les articles homonymes, voir Cratère.

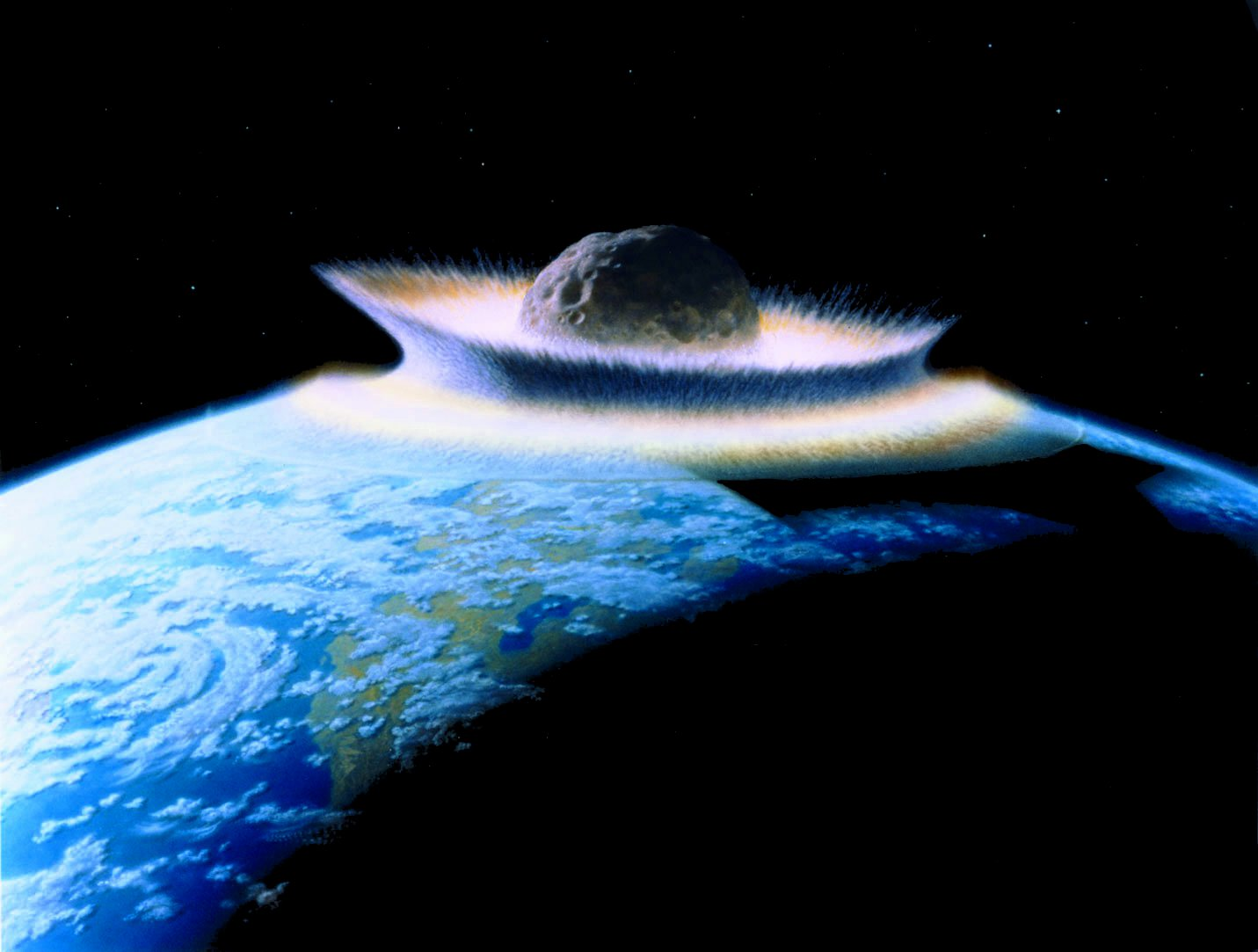
Représentation d'artiste d'un impact météoritique d'ampleur planétaire.

Un cratère d'impact est une dépression de forme plus ou moins circulaire issue de la collision d'un objet sur un autre de taille suffisamment grande pour qu'il ne soit pas complètement détruit par l'impact. Quand la dépression est beaucoup moins profonde que large, on parle d'un bassin d'impact.
L'expression est particulièrement utilisée en astronomie pour désigner la dépression résultant d'un impact cosmique, c'est-à-dire de la collision d'objets célestes (un astéroïde ou une comète) percutant la Terre, la Lune ou tout autre corps solide se mouvant dans l'espace et suffisamment gros pour que la puissance de l'impact ne cause pas sa destruction.
Plus particulièrement, on appelle astroblèmes les structures d'impact terrestres qui sont devenues plus ou moins facilement identifiables à cause de l'œuvre des différents agents d'érosion. Le cratère n'est qu'un des éléments constitutifs de l'astroblème.

## Historique

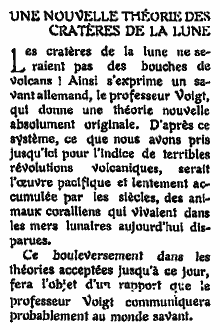
Article de 1905 sur les cratères lunaires.

Les cratères lunaires ont reçu différentes interprétations au cours des siècles : récif corallien, anneaux de glace selon la doctrine de la glace éternelle d'Hans Hörbiger, cyclones, trous creusés par les sélénites selon Johannes Kepler, volcanisme selon l’Astronomie populaire de François Arago ou Camille Flammarion.
En 1645, Langrenus publie une carte détaillant la topographie lunaire. Il est le premier à introduire pour la dénomination des taches de la Lune (les mers) et des cratères une nomenclature qui donne à ces éléments topographiques les noms de personnages célèbres, en l'occurrence des savants et des philosophes de l'Antiquité, du Moyen Âge et de son époque. Dans son ouvrage Almagestum novum (en) publié en 1651, le jésuite italien Giovanni Battista Riccioli développe de façon systématique la pratique introduite par Langrenus. Riccioli répartit les noms d'anciens dans l'hémisphère Nord, et de modernes dans l'hémisphère Sud (avec quelques exceptions), privilégiant les noms de ses confrères jésuites.
Le géologue et homme d'affaires américain Daniel Moreau Barringer se convainc de la preuve de l'existence sur Terre d'un cratère d'impact en 1902, en découvrant dans le Meteor Crater (Arizona) des petits morceaux de fer qu'il attribue à la chute d'une météorite de fer. Mais son hypothèse est peu acceptée par la communauté scientifique qui, à l'instar du géologue Walter Hermann Bucher, privilégie l'hypothèse de l'explosion volcanique, jusqu'aux travaux d'Eugene M. Shoemaker qui met en évidence en 1960 au niveau de Meteor Crater des cristaux de coésite révélateurs d'un fort impactisme.
Munis d'une meilleure connaissance des quartz choqués, Carlyle Smith Beals et ses collègues de l'Observatoire fédéral de Victoria, ainsi que Wolf von Engelhardt de l'Université Eberhard Karl de Tübingen commencent à la fin des années 1960 une recherche systématique des cratères d'impact, ils en identifient plus de 50 en 1970. Bien que leurs recherches soient controversées, le Programme Apollo fournit des preuves à l'appui en révélant le fort taux de cratérisation de la Lune, suggérant ainsi que la Terre a reçu également le Grand bombardement tardif mais que l'érosion a fait disparaître la majorité de ses cratères d'impact.

## Terminologie
L’étude des cratères générés par des impacts météoritiques nécessite l’utilisation d’un vocabulaire et de définitions propres à bien décrire leurs caractéristiques géométriques.
En 1998, puis en 2004, des scientifiques ont posé les définitions principales qui décrivent les divers paramètres et formes des cratères d'impact. Ils encouragent fortement les personnes étudiant les impacts à employer la même terminologie. En 2005, une partie de ces auteurs a réalisé un programme de calcul des effets d’un impact apportant quelques retouches à ces définitions et en ajoutant de nouvelles. Ces définitions sont reproduites ici.

### Terminologie officielle
Les définitions (en gras) sont apportées dans le texte décrivant les différentes étapes de la formation du cratère. La traduction anglaise est mentionnée en italiques pour aider à la lecture des publications scientifiques souvent écrites dans cette langue.

#### Définitions des termes
Lorsque la météorite arrive au sol, elle y pénètre rapidement en se vaporisant sous l’énorme énergie de l’impact. Le sol se comporte comme une matière élastique – à sa mesure – et s’enfonce profondément, tout en se vaporisant et en se fracturant. Au bout de quelques secondes, le trou parvient à sa dimension maximale, c'est le cratère transitoire (transient crater).
Ensuite, le sol reprend sa place, c'est le rebond (rebound). Il ne reste à la fin qu’un cratère final (final crater) dont la forme dépend du volume de sous-sol vaporisé et éjecté, de la compression résiduelle dans les roches, de la puissance du rebond, des glissements de terrain, des éboulements des parois et des retombées. Le cratère final mettra quelques semaines ou mois à se stabiliser avant que l’érosion ne l’entame.
C'est l'angle avec lequel la météorite percute le sol qui influe sur la circularité du cratère, et non la forme de la météorite. Plus l'angle est rasant, plus le cratère sera allongé, mais c'est en dessous d'un angle de 45° que l'allongement sera notable.
Aujourd’hui, la plupart des grands cratères ne sont visibles que sous leur forme érodée et l'on ne peut mesurer qu’un cratère apparent (apparent crater) dont la forme est plus ou moins visible selon le degré de l’érosion, des recharges en sédiments ou des mouvements du sous-sol.
Lors du rebond, et quand la taille du cratère est suffisante, le centre se soulève plus que les alentours, un peu comme une goutte d'eau. Il se forme un soulèvement central (central uplift) plus ou moins important qui peut remonter plus haut que le fond du cratère. Il se forme alors un pic central (central peak) plus ou moins prononcé.
La plupart des cratères d'impact sont quasi circulaires ; même quand l'impacteur a un angle d'incidence important, le cratère résulte essentiellement des effets de l'énergie cinétique dissipée par l'impact, à l'instar de ceux créés par une explosion souterraine. Il existe cependant des cratères fortement elliptiques, créés par des impacteurs rasants de vitesse modérée, notamment sur la Lune et surtout sur Téthys et Dioné, deux satellites de Saturne.
- Simulation en laboratoire d'un cratère d'impact

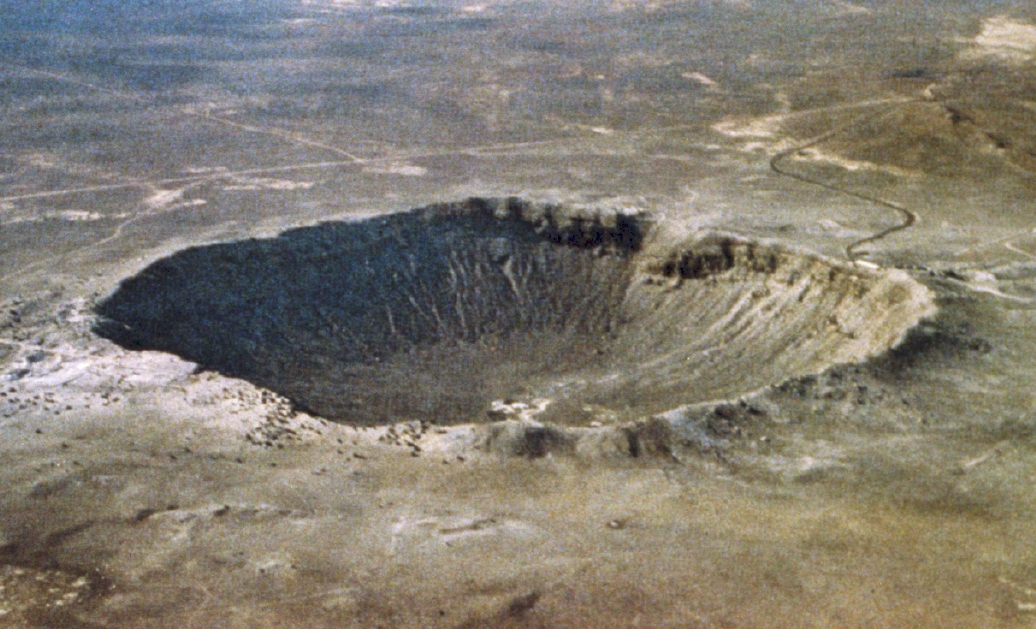
cratère simple (Meteor Crater, États-Unis)
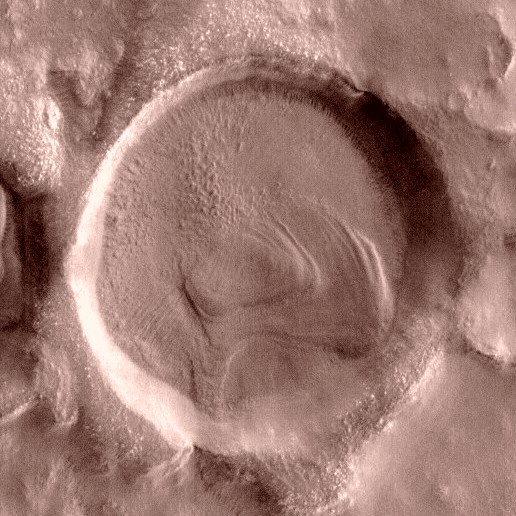
cratère de transition (Mars)
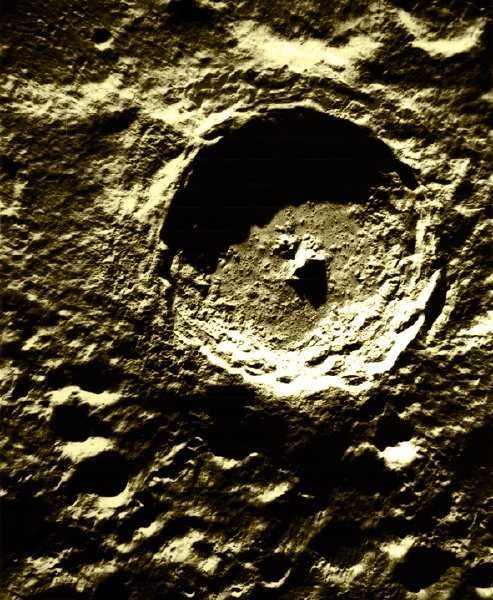
cratère complexe à pic central (Tycho, Lune)
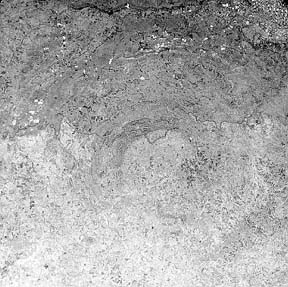
cratère à anneaux multiples (Vredefort, Afr. du Sud)
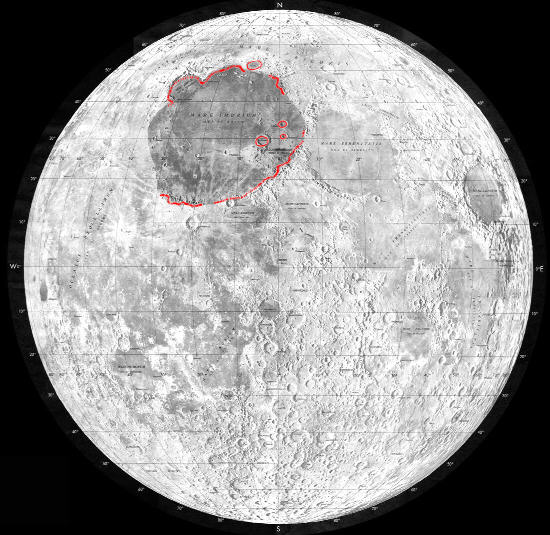
bassin (Mare Imbrium, Lune)

- bassin
(Mare Imbrium, Lune)

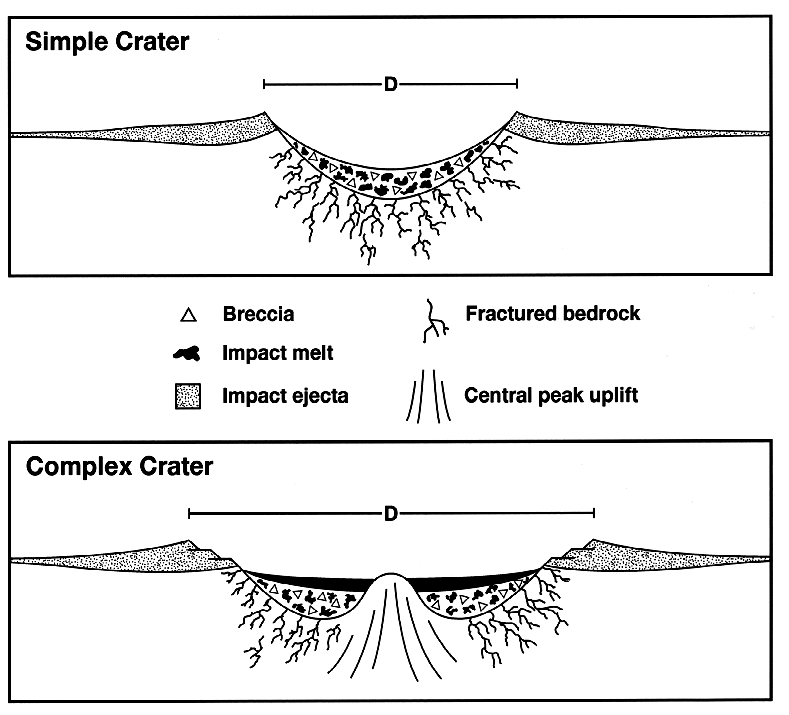
Cratère simple, en forme de bol, avec des bords surélevés. Cratère complexe plus large avec un pic central, des terrasses et des dépôts.

Les cratères présentant un pic central sont appelés des cratères complexes (complex crater) en opposition aux cratères simples (simple crater) qui n'en possèdent pas. En pratique, sur Terre, les cratères dont le diamètre final fait moins de 3,2 kilomètres sont simples, au-delà, ils sont complexes (ce qui correspond à un diamètre transitoire d’environ 2,6 kilomètres).
La transition entre cratère simple et cratère complexe ne se fait pas brutalement. Entre le cratère simple dont la cavité est en forme de bol et le cratère complexe avec pic central, on trouve le cratère de transition (transition crater) dont la forme ressemble à un bol à fond plat.
Dans les très gros impacts, le pic central peut s’élever au-delà de sa hauteur de stabilité et retomber à nouveau, créant de fait un cratère à anneaux multiples (multi-ring crater) qui est une forme de cratère complexe. Le pic central est remplacé par une structure annulaire centrale plus ou moins prononcée, l'anneau central (peak ring).
Lorsque la météorite est suffisamment grosse pour percer la croûte et provoquer des épanchements magmatiques, on parle de bassin (basin) et non plus de cratère.

#### Autres termes
On désigne sous le nom d'éjectas (ejecta) les fragments de roches expulsés du lieu de l'impact, et plus souvent les structures qu'elles constituent autour du cratère. Formées généralement de traînées radiales, ces structures sont aussi qualifiées de structure rayonnée (ray system). S'étendant au-delà du cratère, elles n'en font pas partie mais elles sont un élément constitutif de l'astroblème. Leur existence est éphémère sur Terre à cause de l'érosion qui en efface rapidement les traces. C'est sur la Lune et dans une moindre mesure sur Mars (toujours à cause de l'érosion) que ces structures sont les plus visibles.

### Dimensions associées aux cratères d'impact
Afin d'éviter toute confusion dans la terminologie, un groupe d'experts s'est réuni en 2004 et a publié une définition officielle des dimensions principales associées aux cratères d'impact.

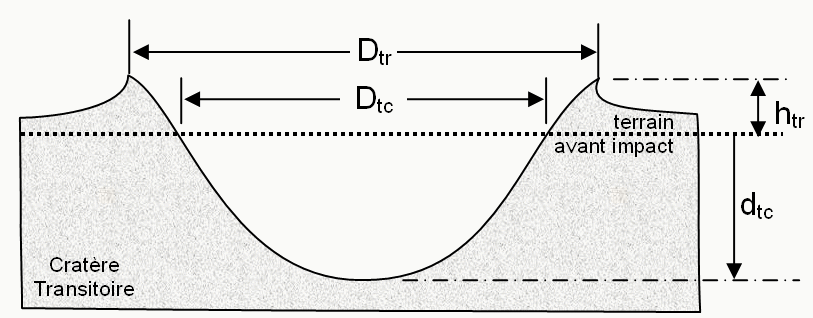
Dimensions associées au cratère transitoire
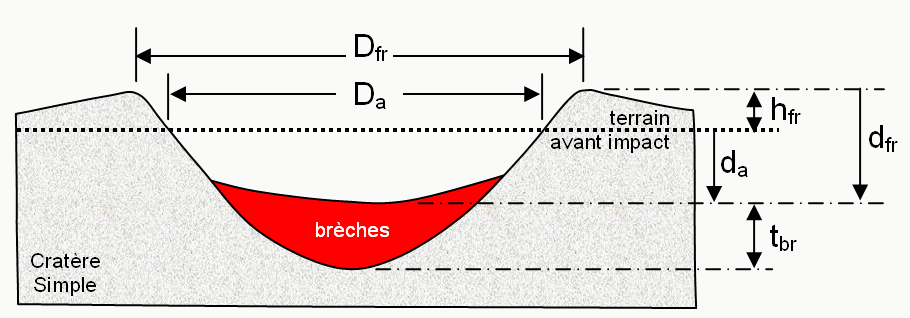
Dimensions associées au cratère simple
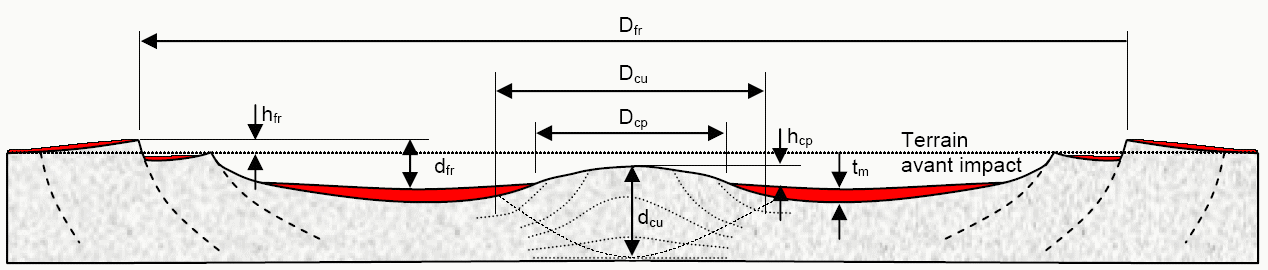
Dimensions associées au cratère complexe

#### Diamètres
Dtc = diamètre du cratère transitoire
- Le cratère transitoire a une forme intermédiaire entre un hémisphère et un paraboloïde de révolution. Le diamètre est mesuré théoriquement entre l’intersection des bords du trou avec la surface du sol avant l’impact. On fait donc abstraction du soulèvement du terrain autour du cratère.

Dsc = diamètre de transition simple-complexe
- Si le diamètre final Dfr est inférieur à Dsc alors le cratère est simple, sinon il est complexe. La valeur de Dsc varie d'une planète à l'autre et varie aussi en fonction de la nature du terrain cible[12].

Dtr = diamètre du cratère transitoire crête à crête.
- Ici le diamètre est mesuré sur la crête des lèvres du bord du cratère. Ce n’est pas le diamètre de référence pour mesurer le cratère transitoire (on utilise plutôt Dtc). Cette grandeur est rarement utilisée.

Dfr = diamètre final crête à crête
- Pour un cratère simple, il s’agit du diamètre pris en haut des talus du bord du cratère (après que le cratère s'est stabilisé, mais avant l’action de l’érosion).
- Pour un cratère complexe, il s’agit du diamètre pris entre les bords (rim) les plus éloignés du centre.

Da = diamètre apparent
- Diamètre du cratère mesuré dans le plan du sol avant l'impact. Il est complexe à mesurer, et souvent très imprécis dans le cas des cratères érodés. On tient compte pour le déterminer de l’extension des effets de l’impact visibles sur le terrain (brèches, cataclases), le sous-sol (failles, cristaux choqués, pseudotachylites, pendage des couches…), ou d’autres méthodes d’investigation (micro-gravimétrie, micro-magnétographie…), et enfin de l'érosion du terrain.

Dcp = diamètre du pic central
- Il est mesuré à l’endroit où le pic déborde de la surface du fond du cratère. Cette grandeur est très aléatoire car il est difficile de savoir avec précision à quel moment se passe cette transition, surtout dans les cratères érodés.

Dcu = diamètre du soulèvement central
- Il est mesuré au niveau où les effets du soulèvement cessent d’être notables. Là aussi, cette dimension est très difficile à mesurer en raison de la grande profondeur de ce niveau (plusieurs kilomètres). C’est toutefois la seule mesure possible lorsque l’érosion a complètement effacé le pic central et ce soulèvement est parfois la seule trace encore visible d’un impact.

#### Profondeur, hauteur et épaisseur
Il n'y a pas encore de terminologie bien établie pour décrire ces grandeurs sans équivoque. Il faut donc pour l'instant se contenter des schémas ci-dessus qui illustrent les grandeurs utilisées dans cet article.

## Formation des structures d'impact
La formation des structures d'impact a beaucoup été étudiée par simulation analogique. Elle l'a aussi été par simulation numérique, mais le problème avec cette dernière approche est que la physique des matériaux soumis pendant de faibles durées à des pressions et des températures extrêmes est assez mal connue.
La taille et la forme de la dépression dépendent essentiellement :
- de la masse {\displaystyle m} de l'impacteur et de sa vitesse {\displaystyle {\vec {v}}} (de son énergie cinétique {\displaystyle E_{\mathrm {c} }={\tfrac {1}{2}}mv^{2}} et de la valeur absolue {\displaystyle p=mv} de sa quantité de mouvement, son angle d'incidence ayant moins d'importance) ;
- de la structure du sous-sol et des propriétés mécaniques des couches qui le composent. Souvent le sous-sol peut être assimilé à la superposition d'une couche dure (fragile) d'une certaine épaisseur et d'une couche plus molle (ductile) d'épaisseur infinie (dans la mesure où les effets de l'impact ne se font pas sentir plus profondément que la seconde couche).

Le diamètre et la profondeur de la dépression augmentent avec {\displaystyle E_{\mathrm {c} }}, son rapport profondeur/diamètre diminue, et sa forme évolue globalement de la façon suivante :
- cratère en forme de bol quasi hémisphérique pour les impacts les moins violents ;
- cratère moins profond que large, avec un pic central ;
- cratère au fond presque plat, avec un anneau central surélevé et des parois en terrasses.

L'impact génère une onde de choc qui se propage dans le sous-sol (ainsi que dans l'impacteur). Avec des vitesses d'impact de l'ordre de plusieurs dizaines de km/s, la pression à l'arrière du front d'onde atteint des millions d'atmosphères, et la température des milliers de degrés. Sous ces contraintes élevées, les matériaux du sous-sol et de l'impacteur sont fluidisés, (ils s'écoulent comme un liquide). L'onde de compression est suivie d'une onde de raréfaction (c'est-à-dire de décompression) qui crée la dépression en expulsant les matériaux vers l'extérieur. L'écoulement des matériaux fluidisés étant dévié par les parois de la dépression en formation, ils sont en grande partie éjectés sous la forme d'une lame conique, avec une petite fraction d'entre eux plaquée sur les parois. Les ondes de choc et de raréfaction se dispersant au fur et à mesure qu'elles s'éloignent du point de choc, les écoulements finissent par cesser quand les contraintes repassent en dessous de la résistance mécanique des roches. Le phénomène s'arrête là pour les impacts les moins violents (cratères hémisphériques). Pour les autres, les parois de la cavité transitoire s'effondrent vers l'intérieur et viennent constituer un pic central ou un anneau, voire des structures plus complexes.
Les effets d'un impact violent ne se limitent pas à la formation d'un cratère et d'éjecta. L'énergie libérée par la chute sur Terre d'un objet de 10 km de diamètre excède par exemple de cinq ordres de grandeur celle des séismes les plus puissants. Violents tremblements de terre, activité volcanique, tsunamis (dans le cas d'un impact océanique comme l'hypothétique cratère de Mahuika), pluies acides et dégagement de poussières faisant écran à la lumière solaire (arrêt de la photosynthèse et effets climatiques, effondrement de la chaîne alimentaire) comptent parmi les effets les plus dévastateurs des impacts les plus violents.

## Cratères terrestres
Sur Terre, les cratères d'impact sont souvent difficiles à identifier. Jusqu’aux années 1960, début de « l’ère spatiale », ils étaient, sauf rares exceptions, rapportés à des phénomènes volcaniques. Les progrès apportés par les études spatiales, le développement de l’imagerie géologique, satellitaire ou géophysique, ont permis aux géologues de rectifier peu à peu les anciennes confusions tout en multipliant les nouvelles découvertes.
Toutefois, des conditions propres à la Terre dégradent rapidement les cratères :
- la Terre dispose d’une atmosphère très protectrice, ainsi la plupart des météoroïdes de moins de 10 m de diamètre ne parviennent pas jusqu’au sol (érosion thermique des plus gros, freinage des plus petits). Les météoroïdes plus gros (jusqu’à 20 m) explosent souvent en vol et leurs fragments sont trop ralentis et n’ont plus assez d’énergie pour laisser de gros cratères ;
- 70 % de la surface de la planète sont recouverts d’eau, qui atténue les effets de l’impact ;
- la Terre subit l’érosion (par gel/dégel, ruissellement d’eau et action du vent) ou la sédimentation (y compris sous l'eau) ;
- la vie, phénomène qui a pris sur Terre une ampleur unique dans le système solaire, accélère considérablement la vitesse de sédimentation dans l’eau, en surface elle génère l’accumulation de couches végétales qui recouvrent les cratères ;
- la tectonique est encore active : une grande partie de la surface terrestre est constamment renouvelée en remplacement d’une autre qui disparaît.

Les impacts qui ont laissé de grands cratères (de plus d’une centaine de kilomètres de diamètre) sont vraisemblablement impliqués dans l’évolution des espèces vivantes. Par exemple, l’impact qui a généré le cratère de Chicxulub a contribué à l’extinction massive entre le Crétacé et le Tertiaire, dont les dinosaures non aviens seraient les plus célèbres victimes.
On découvre aussi que divers gisements de richesses métalliques sont liés à de tels impacts comme les gisements d’or et de platine de Sudbury au Canada.
Le plus jeune cratère d'impact terrestre est celui de la météorite de Carancas qui voit le 15 septembre 2007 la formation d'un cratère en direct au Pérou. Jusqu'à une date très récente, le plus vieux connu était celui de Vredefort en Afrique du Sud : daté de 2,023 milliards d'années, c'était le plus grand cratère jamais enregistré sur Terre avec un diamètre d'approximativement 300 kilomètres. En 2012, la découverte du cratère de Maniitsoq datant de 3 milliards d'années en fait le plus ancien avant celui de Vredefort.

### Taille et vitesse des impacteurs
Deux types d'objets célestes peuvent entrer en collision avec notre planète :
- les astéroïdes, composés de roches et de métaux et dont la masse volumique varie entre 2 000 et 8 000 kg/m3. Leur vitesse à l'entrée dans l'atmosphère est comprise entre 11 et 21 km/s ;
- les comètes, essentiellement composées de glace et dont la masse volumique varie entre 500 et 1 500 kg/m3. Leur vitesse est comprise entre 30 et 72 km/s.

D'autres objets — non observés à ce jour — peuvent potentiellement percuter la Terre. Il s'agit d'objets interstellaires. Leur vitesse est supérieure à 72 km/s (sinon ils orbiteraient autour du Soleil). De par leur origine, leur nature et leur densité sont inconnues.

### Fréquence des impacts terrestres
Le géologue Charles Frankel donne quelques estimations statistiques sur la fréquence d'impact, exprimée en termes de temps moyen entre deux impacts :
- 100 à 200 millions d'années pour les astéroïdes d'au moins 10 kilomètres de diamètre, correspondant à la dimension de celui de Chicxulub ;
- 25 millions d'années pour un projectile d'au moins 5 kilomètres de diamètre dont la force d'impact pourrait détruire la civilisation humaine ;
- 1 million d'années pour les bolides dont la taille dépasse le kilomètre ;
- 100 000 ans pour les objets d'au moins 500 mètres de diamètre ;
- 5 000 ans pour les astéroïdes d'au moins 100 mètres de diamètre.

### Formules concernant les impacts terrestres
L'un des critères de base pour déterminer la forme d'un cratère est son diamètre transitoire.
Une fois que l'on connaît les paramètres de l'impacteur et de la cible, diverses théories permettent de calculer le cratère transitoire généré par l'impact. Il serait ambitieux d'en dresser une liste exhaustive. Ces formules sont issues des recommandations du Earth Impact Effects Program.

#### Données et unités
Dans ces formules, les termes sont définis de la façon suivante :
- {\displaystyle D_{sc}\,} : diamètre transitoire de transition entre les cratères simples et complexes, sur Terre égal à[12] :
  - 3 200 m lorsqu'on ne connaît pas la nature du terrain cible,
  - 2 250 m dans un terrain sédimentaire,
  - 4 750 m dans un terrain cristallin ;
- {\displaystyle \rho _{i}\,} : masse volumique de l'astéroïde, en kg/m3 (et {\displaystyle m_{i}} sa masse en kg) ;
- {\displaystyle \rho _{c}\,} : masse volumique de la cible, en kg/m3 ;
- {\displaystyle \phi _{i}\,} : diamètre de la météorite, en m ;
- {\displaystyle v_{i}\,} : vitesse de la météorite à l'impact, en m/s ;
- {\displaystyle g\,} : accélération de la pesanteur de la cible (égal à 9,81 m s−2 sur Terre) ;
- {\displaystyle \theta \,} : angle de l'impact, par rapport à l'horizontale. Pour impact vertical, {\displaystyle \theta } = 90°.

Tous les diamètres, profondeurs, épaisseurs et hauteurs sont exprimés en m.
La nature du cratère ne passe pas directement d'un cratère simple à un cratère complexe à pic central. La transition se fait progressivement. De même, lorsque le diamètre final est supérieur à :
- 10 200 m dans un terrain sédimentaire ;
- 12 000 m dans un terrain cristallin.

Alors, le cratère prend une morphologie à anneau central.

#### Taille du cratère transitoire

##### Diamètre
{\displaystyle D_{tc}=1{,}161\cdot \left({\frac {\rho _{i}}{\rho _{c}}}\right)^{\frac {1}{3}}\cdot \phi _{i}^{0{,}78}\cdot v_{i}^{0{,}44}\cdot g^{-0{,}22}\cdot \sin ^{1 \over 3}(\theta )}

##### Profondeur
{\displaystyle d_{tc}=0{,}356\cdot D_{tc}}

#### Diamètre final du cratère
Si {\displaystyle D_{fr}<D_{sc}\,}, le cratère est un cratère simple :
{\displaystyle D_{fr}=1{,}25\cdot D_{tc}}, d'après Marcus, Melosh et Collins (2004).
Sinon, le cratère est complexe et :
{\displaystyle D_{fr}=1{,}17\cdot D_{tc}^{1{,}13}\cdot D_{sc}^{-0{,}13}}, d'après McKinnon et Schenk (1985).

#### Hauteur des bords du cratère
{\displaystyle h_{fr}=0{,}07\cdot {\frac {D_{tc}^{4}}{D_{fr}^{3}}}}
Cette formule vaut pour les cratères simples et complexes.

#### Épaisseur des brèches
Pour un cratère simple :
{\displaystyle t_{br}=0{,}0896\cdot D_{fr}^{3}\left({\frac {d_{tc}+h_{fr}}{d_{tc}\cdot D_{fr}^{2}}}\right)}
Pour un cratère complexe :
{\displaystyle t_{m}=4\cdot {\frac {V_{m}}{\pi \cdot D_{tc}^{2}}}}, avec :
- {\displaystyle V_{m}=8{,}9\cdot 10^{-12}\cdot E\cdot \sin(\theta )}, le volume des brèches (en {\displaystyle m^{3}}),
- {\displaystyle E={\frac {1}{2}}m_{i}\cdot v_{i}^{2}}, l'énergie de l'impact (en J).

## Cratères extraterrestres
On trouve des cratères d'impact sur tous les objets du Système solaire possédant une surface solide. La plupart des petits corps et de nombreux satellites sont même saturés en cratères (aucun endroit de la surface n'a échappé à la cratérisation), signe qu'ils n'ont pas eu d'activité géologique ou qu'elle s'est terminée tôt dans l'histoire du Système solaire. A contrario, les cratères d'impact ne couvrent qu'une faible proportion de la surface de la Terre, de Vénus et de Io, en raison d'une activité géologique intense et qui se poursuit encore aujourd'hui. D'autres corps, dont la Lune, Mars et Ganymède, présentent une situation intermédiaire, avec des zones riches en cratères (voire saturées) et d'autres plus pauvres, en raison d'une activité géologique qui s'est poursuivie sur des durées variables selon les régions.

### Cratères lunaires
La Lune qui possède peu d'eau, une atmosphère négligeable et aucune forme de vie, conserve les cicatrices laissées par tous les impacts qu’elle a reçus depuis que sa tectonique s’est figée. Cela donne une bonne indication sur la quantité d’objets célestes qui ont percuté la Terre.
La profondeur finale d'un cratère lunaire est la distance entre le haut des bords du cratère (ligne de crête) et le haut de la lentille de brèches qui recouvre le fond du cratère.
Pour un cratère simple :
{\displaystyle d_{fr}=d_{tc}+h_{fr}-t_{br}\,}
Pour un cratère complexe :
{\displaystyle d_{fr}=50{,}36\cdot D_{fr}^{0{,}3}\,}
Attention ! On ne peut pas déduire l'épaisseur de la couche de roches fondues {\displaystyle t_{m}\,} à partir de la formule précédente pour les cratères complexes.